# Chloe x Halle
Le Chloe x Halle sono un duo musicale statunitense formatosi nel 2013 ad Atlanta, in Georgia, e composto dalle sorelle Chloe e Halle Bailey.
Notate dalla Parkwood Entertainment di Beyoncé nel 2013, le sorelle Bailey hanno pubblicato come duo musicale due album in studio The Kids Are Alright (2018) e Ungodly Hour (2020), collaborando con numerosi artisti del panorama R&B e hip hop, tra cui Swae Lee, Mike Will Made It,  Joey Badass, Janelle Monáe, Doja Cat, City Girls e Latto.
Nel corso della carriera hanno ottenendo quattro candidature ai Grammy Award, oltre ad essere candidate ai Soul Train Music Award, BET Awards e MTV Video Music Awards, venendo riconosciute con due NAACP Image Award e il Rising Star Award dai Billboard Women in Music Awards. Nel 2021 il duo è stato inserito nella lista Time 100 Next delle 100 personalità delle nuove generazioni più influenti dell'anno.

## Carriera
A partire dal 2011 le sorelle Chloe e Halle Bailey hanno iniziato a pubblicare cover di canzoni sul loro canale YouTube Chloe x Halle, pubblicando come prima canzone Best Thing I Never Had di Beyoncé.
Nel corso degli anni continuano a pubblicare cove di diversi artisti, venendo notate dal talk show The Ellen Show, apparendo in un episodio nell'aprile 2012. Nel dicembre dello stesso anno vengono proclamate vincitrici della quinta edizione del concorso The Next Big Thing di Radio Disney e conseguentemente nel settembre 2013 fanno un cameo nella serie TV Disney Austin & Ally cantando Unstoppable. Nello stesso anno il duo pubblica la cover della canzone Pretty Hurts di Beyoncé, grazie alla quale vengono notate dall'etichetta discografica Parkwood Entertainment della cantante.

### 2016-2019:Sugar SymphonyeThe Kids Are Alright
Il 16 marzo 2016 esce la canzone This Is For My Girls, in collaborazione con Michelle Obama, Missy Elliott, Kelly Rowland, Janelle Monaè, Lea Michele, Zendaya, Jodagrace e Kelly Clarkson, canzone con cui si esibiscono nello stesso mese all'opening act del SXSW festival.
Il 29 aprile 2016 il duo pubblica l'Ep Sugar Symphony attraverso Parkwood e Columbia Records. In promozione al primo progetto discografico il duo apre i concerti del The Formation World Tour di Beyoncé in Europa e del Cheers to the Fall Tour di Andra Day, e si esibiscono sia all'Easter Egg Roll della Casa Bianca che ai BET Awards dello stesso anno.
Il 16 marzo 2017 pubblicano un mixtape, The Two of Us, considerato dalla rivista Rolling Stone tra i 20 miglior album R&B del 2017. Dall'album viene estratto il singolo Grown, scelto come brano colonna sonora della serie televisiva Grown-ish.

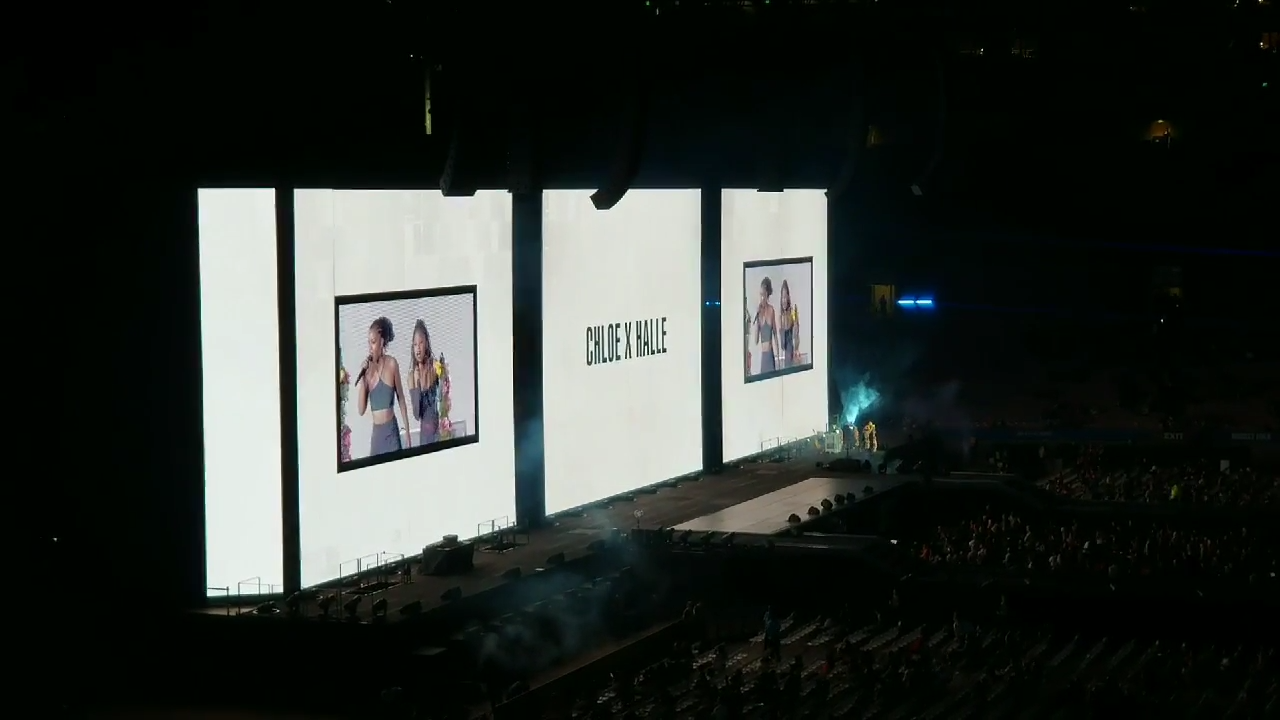
Halle con Chloe in un'esibizione d'apertura per il tour On The Run II di Beyoncé e Jay-Z

Il loro primo album, The Kids Are Alright, viene pubblicato nel 2018 da Parkwood Entertainment e Columbia Records, ottenendo consenso da parte della critica musicale. L'album comprende la canzone Warrior, che appare anche nella colonna sonora del film Nelle pieghe del tempo.  Il duo viene candidato ai Grammy Awards 2019 sia nella categoria al miglior artista esordiente che per il miglior album urban contemporaneo. Nel corso della cerimonia il duo si esibisce con il brano Where Is The Love come omaggio a  Donny Hathaway e presentano la categoria al miglior album rap.
Sempre nel 2018 il duo apre i concerti dell'On the Run II Tour di Jay Z, e appaiono in una puntata del Jimmy Kimmel Live!, dove promuovono il nuovo album cantando The Kids Are Alright e Happy Without Me. Il 14 e il 21 aprile Halle e la sorella si esibiscono al Coachella Valley Music and Arts Festival 2018 cantando delle canzoni dell'album appena uscito. Il 3 febbraio 2019 si esibiscono al Super Bowl LIII cantando America the Beautiful, e poco dopo la loro cover della canzone Enchanted del gruppo The Platters viene inserita nella colonna sonora del film Netflix El Camino - Il film di Breaking Bad.

### 2020-presente:Ungodly Houre la pausa del duo

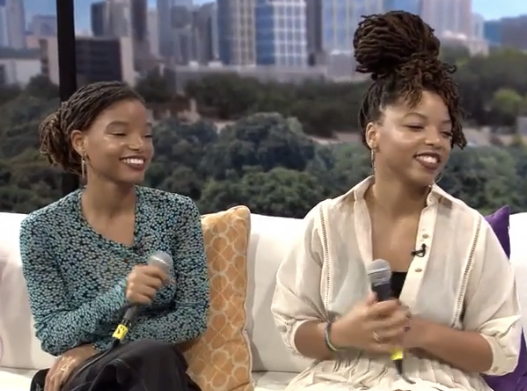
Halle con la sorella Chloe nel 2018

L'anno successivo le sorelle pubblicano due singoli, Catch Up in collaborazione con Swae Lee e Mike Will Made It e Do It. Grazie a quest'ultimo entrano per la prima volta nella Billboard Hot 100, esordendo alla posizione numero 83. I due singoli fanno parte del secondo album in studio del duo, Ungodly Hour, pubblicato il 12 giugno 2020, e esordito alla posizione numero 16 della Billboard 200.
Il progetto riceve numerose candidature alla principali premiazioni musicali, tra cui ai Soul Train Music Award, BET Awards, MTV Video Music Awards, e due candidature ai Grammy Awards 2021, tra cui al miglior album R&B progressivo e alla miglior canzone R&B per Do It. Il duo viene riconosciuto con il Rising Star Award ai Billboard Women in Music Awards e ottiene il NAACP Image Award come miglior canzone R&B per Do It.

Nel 2021 le sorelle Bailey hanno intrapreso progetti discografici e cinematografici separati. Nel 2023 Halle Bailey ha spiegato il rapporto tra le due sorelle a tre anni dall'ultimo progetto discografico:
(Halle Bailey)

## Discografia

### Album in studio
- 2018 – The Kids Are Alright
- 2020 – Ungodly Hour

### Mixtape
- 2017 – The Two of Us

### EP
- 2013 – Uncovered
- 2016 – Sugar Symphony

### Singoli
- 2013 – Unstoppable
- 2016 – Drop
- 2016 – Fall
- 2017 – I Say So
- 2018 – Grown
- 2018 – The Kids Are Alright
- 2018 – Happy Without Me (feat. Joey Badass)
- 2019 – Be Yourself
- 2019 – Wolf at Your Door
- 2019 – Who Knew
- 2019 – Thinkin Bout Me
- 2020 – Catch Up (con Swae Lee feat. Mike Will Made It)
- 2020 – Do It
- 2021 – Georgia on My Mind

### Collaborazioni
- 2017 – Michelle Obama All-Star Girl Power Anthem - This Is for My Girls  (Kelly Clarkson, Chloe x Halle, Missy Elliot, Kelly Rowland, Zendaya, Janelle Monáe, Lea Michele, Jadagrace e Offer Nissim)
- 2019 – Silver Bells (con Dionne Warwick)
- 2024 – Soft (Flo feat. Chloe x Halle)

## Tournée

### Artista d'apertura
- 2016 – The Formation World Tour di Beyoncé
- 2016 – Cheers to the Fall Tour di Andra Day
- 2018 – On the Run II Tour di Beyoncé e Jay-Z

## Riconoscimenti
BET Awards
- 2018 – Candidatura come miglior gruppo[35]
- 2018 – Candidatura per Her Award[35]
- 2019 – Candidatura come Miglior Gruppo[36]
- 2020 – Candidatura come Miglior Gruppo[37]
- 2021 – Candidatura come Album dell'Anno per Ungodly Hour[38]
- 2021 – Candidatura come miglior gruppo[38]
- 2021 – Candidatura per Her Award[38]
- 2021 – Candidatura come Video dell'Anno per Do It[38]

Billboard Women in Music
- 2020 – Rising Star Award[39]

Grammy Awards
- 2019 – Candidatura come miglior artista esordiente[40]
- 2019 – Candidatura come miglior album urban contemporaneo per The Kids Are Alright[40]
- 2021 – Candidatura come miglior album R&B progressivo per Ungodly hour[40]
- 2021 – Candidatura come miglior canzone R&B per Do it[40]
- 2021 – Candidatura come miglior interpretazione R&B tradizionale per Wonder What She Thinks of Me[40]

iHeartRadio Music Awards
- 2021 – Candidatura come Miglior Artista R&B Esordiente[41]
- 2021 – Candidatura come Coreografia Preferita In Un Video Musicale per Do It [41]

MTV Europe Music Awards
- 2018 – Candidatura per miglior artista MTV Push[42]
- 2020 – Candidatura come miglior gruppo[43]

MTV Video Music Awards
- 2018 – Candidatura come Miglior Artista Esordiente[44]
- 2018 – Candidatura come Push Artist of the Year[44]
- 2020 – Candidatura come Miglior Gruppo[45]
- 2020 – Candidatura come Best R&B per Do It[45]
- 2020 – Candidatura come Best Quarantine Performance per Do It[45]

Radio Disney Music Awards
- 2012 – The Next Big Thing[46]

NAACP Image Awards
- 2017 – Candidatura come miglior artista esordiente[47]
- 2021 – Candidatura come miglior duo, gruppo o collaborazione contemporanea per Do It[48]
- 2021 – Miglior duo, gruppo o collaborazione tradizionale per Wonder What She Thinks of Me[48]
- 2021 – Candidatura come miglior video musicale/album visivo per Do It[48]
- 2021 – Miglior canzone R&B/Soul per Do It[48]

People's Choice Awards
- 2020 – Candidatura come Gruppo del 2020[49]

Soul Train Music Awards
- 2018 – Candidatura come Album dell'Anno per The Kids Are Alright[50]
- 2020 – Candidatura come Album dell'Anno per Ungodly Hour[51]
- 2020 – Candidatura per The Ashford And Simpson Songwriter's Award per Do It[51]
- 2020 – Candidatura come Best Dance Performance per Do It[51]
- 2020 – Candidatura come Canzone dell'Anno per Do It[51]
- 2020 – Candidatura come Video dell'Anno per Do It[51]
- 2021 – Candidatura come miglior interpretazione dance per Ungodly Hour[52]